# Amador County
Amador County är ett administrativt område i delstaten Kalifornien, USA. År 2010 hade Amador County 38 091 invånare. Den administrativa huvudorten (county seat) är Jackson.

## Geografi
Enligt United States Census Bureau så har countyt en total area på 1 566 km². 1 536 km² av den arean är land och 30 km² är vatten. 

### Angränsande countyn
- Calaveras County, Kalifornien - syd
- San Joaquin County, Kalifornien - sydväst
- Sacramento County, Kalifornien - väst
- El Dorado County, Kalifornien - nord
- Alpine County, Kalifornien - öst